# Соціальна роль
Соціа́льна роль — поведінка, очікувана від того, хто має певний соціальний статус. Обмежується сукупністю прав і обов'язків, відповідних цьому статусу. Також соціальну роль визначають як сукупність нормативно обумовлених соціальних властивостей, очікувань і зобов'язань у поєднанні з конкретною соціальною позицією.
Вперше поняття соціальної ролі було запропоновано американськими соціологами Р. Лінтономі та Дж. Мидом.
Основні характеристики соціальної ролі виділені американським соціологом Т. Парсонсом. Це масштаб, спосіб одержання, емоційність, формалізація, мотивація.
Масштаб ролі залежить від діапазону міжособистісних відносин. Спосіб отримання ролі залежить від того, наскільки неминучою є дана роль для людини.
Соціальні ролі відрізняються за рівнем емоційності. Кожна роль несе в собі певні можливості емоційного прояву її суб'єкта. Формалізація соціальної ролі визначається специфікою міжособистісних відносин носія цієї ролі. Одні ролі передбачають встановлення тільки формальних відносин між людьми з жорсткою регламентацією правил поведінки; інші - тільки неформальні; треті можуть поєднувати в собі формальні і неформальні відносини. Мотивація залежить від потреб і мотивів людини.
Види соціальних ролей визначаються варіативністю соціальних груп, типів діяльності і відносин, в які включена особистість. Залежно від суспільних відносин виділяють соціальні та міжособистісні соціальні ролі. Соціальні ролі пов'язані з соціальним статусом, професією або видом діяльності. Це стандартизовані безособові ролі, що будуються на основі прав і обов'язків, незалежно від того, хто ці ролі виконує. Соціально-демографічні ролі: чоловік, дружина, дочка, син і т. Д. Міжособистісні ролі пов'язані з міжособистісними відносинами, які регулюються на емоційному рівні (лідер, скривджений і т. Д.), Багато хто з них визначаються індивідуальними особливостями людини. Серед індивідуально-типових проявів особистості можна виділити соціально-типові ролі. У міжособистісних відносинах кожна людина виступає в якийсь домінуючою соціальної ролі, своєрідному соціальному амплуа як найбільш типовому індивідуальному образі. За ступенем прояву виділяють активні і латентні ролі. Активні ролі обумовлюються конкретною соціальною ситуацією і виконуються в даний момент часу; латентні не проявляються в актуальній ситуації, хоча суб'єкт потенційно є носієм даної ролі. За способом засвоєння ролі діляться на запропоновані (визначаються віком, статтю, національністю) і придбані, які суб'єкт засвоює в процесі соціалізації. Основні характеристики соціальної ролі виділені американським соціологом Т. Парсонсом: масштаб, спосіб одержання, емоційність, формалізація, мотивація. Масштаб ролі залежить від діапазону міжособистісних відносин. Чим більше діапазон, тим більше масштаб. Наприклад, соціальні ролі подружжя мають дуже великий масштаб, оскільки між чоЛовіком і дружиною встановлюється найширший діапазон відносин.
З одного боку, це відносини міжособистісні, що базуються на різноманітті почуттів і емоцій; з іншого - відносини регулюються також і нормативними актами і в певному сенсі є формальними. В інших випадках, коли відносини строго визначаються соціальними ролями, взаємодія може здійснюватися тільки з конкретного приводу. Тут масштаб ролі зводиться до вузького кола специфічних питань і є невеликим. Спосіб отримання ролі залежить від того, наскільки неминучою є дана роль для людини. Так, ролі молодої людини, старого, чоловіки, жінки автоматично визначаються віком і підлогою людини і не вимагають особливих зусиль для їх придбання. Тут може бути тільки проблема відповідності своєї ролі, яка вже існує як даність. Інші ролі досягаються або навіть завойовуються в процесі життя людини і в результаті спеціальних зусиль. Це практично всі ролі, пов'язані з професією і будь-якими досягненнями людини.
Соціальні ролі істотно відрізняються за рівнем емоційності. Кожна роль несе в собі певні можливості емоційного прояву її суб'єкта. Експектаціі оточення, соціальні норми, звичаї, мода можуть визначати ті чи інші особливості емоційного прояву людини в певній ситуації. Навіть відмінність історичних епох може зумовити різноманітність емоційних проявів людей, обумовлене їх соціальними ролями.
Формалізація як описова характеристика соціальної ролі визначається специфікою міжособистісних відносин носія цієї ролі. Одні ролі передбачають 
встановлення тільки формальних відносин між людьми з жорсткою регламентацією правил поведінки; інші - тільки неформальні; треті можуть поєднувати в собі як формальні, так і неформальні відносини. Формальні відносини часто супроводжуються не формальними, адже людина, сприймаючи і оцінюючи іншого, виявляє до нього симпатію або антипатію. Це відбувається, коли люди взаємодіють деякий час і відносини стають відносно стійкими. Так, колеги, що працюють разом і пов'язані формальними відносинами, швидше за все відчувають по відношенню один до одного якісь почуття, хоча робота передбачає узгодженість дій перш за все на конвенціональному рівні. Тут почуття учасників взаємодії по відношенню один до одного виступають як побічний, але відносно стійкий ефект.
Мотивація залежить від потреб і мотивів людини. Різні ролі обумовлені різними мотивами. Батьки, піклуючись про благо своєї дитини, керуються насамперед почуттям любові і турботи; керівник трудиться в ім'я справи і т. д. При різних підходах до інтерпретації соціальні ролі визначаються як:
1) фіксація певного становища, яке займає той чи інший індивід у системі суспільних відносин;
2) функція, нормативно схвалений зразок поведінки, очікуваний від кожного, що займає цю позицію;
3) суспільно необхідний вид соціальної діяльності і спосіб поведінки особистості, який несе друк громадської оцінки (схвалення, осуд і т. Д.);
4) поведінка особистості відповідно до її суспільним статусом; узагальнений спосіб виконання певної соціальної функції, коли від людини очікуються певні дії в залежності від їх статусу в суспільстві, і системі міжособистісних відносин;
5) існуюча в суспільстві система очікувань щодо поведінки індивіда, що займає певне положення в його взаємодії з іншими індивідами;
6) система специфічних очікувань по відношенню до себе індивіда, що займає певне положення, т. Е. Як він представляє модель своєї власної поведінки у взаємодії з іншими індивідами;
7) відкрите, спостерігається поведінка індивіда, що займає певне положення;
8) подання про запропонованому шаблоні поведінки, яке очікується і вимагається від людини в даній ситуації;
9) запропоновані дії, характерні для тих, хто займає певну соціальну позицію;
10) набір норм, що визначають, як має поводитися людина даного соціального становища. Соціальна роль трактується як очікування, вид діяльності, поведінку, уявлення, стереотип, соціальна функція.
Різноманіття уявлень про соціальну роль свідчить про те, що в психології ідея Дж. Міда виявилася дуже зручною для опису поведінки особистості в її різних соціальних функціях. Т. Шибутані вважав, що соціальні ролі несуть функцію закріплення оптимальних способів поведінки в певних обставинах, вироблених людством протягом тривалого часу. Впорядкованість повсякденному житті обумовлюється послідовністю виконання людиною тих чи інших соціальних ролей, які пов'язані з правами і обов'язками. Обов'язок - це те, що людина змушена робити виходячи з соціальної ролі, незалежно від того, подобається йому це чи ні. Виконуючи свої обов'язки відповідно до соціальною роллю, кожна людина має право пред'явити і свої вимоги до іншого. Обов'язки завжди супроводжуються правами.
Гармонія прав і обов'язків передбачає оптимальне виконання соціальної ролі, будь-який дисбаланс в цьому співвідношенні може свідчити про те, що соціальна роль не зовсім засвоєна. Соціальна роль має два аспекти вивчення: рольовий очікування і рольовий виконання. Вплив соціальної ролі на розвиток особистості велике. Розвитку особистості сприяє її взаємодія з особами, що грають цілий ряд ролей, а також її участь в максимально можливому рольовому репертуарі.
Чим більше соціальних ролей здатний відтворити індивід, тим більш пристосованим до життя він є. Процес розвитку особистості часто виступає як динаміка освоєння соціальних ролей. Освоєння нової ролі може кардинально вплинути на людину. У психотерапії існує відповідний метод корекції поведінки - имаготерапия.
Пацієнту пропонують увійти в новий образ, зіграти роль. В основі імаготерапія лежить метод психодрами Д. Морено. Він лікував людей від неврозів, надаючи їм можливості програвання тих ролей, які вони хотіли б, але не могли виконати в житті. Розвивається особистість вносить в «виконання» соціальної ролі індивідуальне своєрідність. Це відбувається не тільки за рахунок специфіки характеру, темпераменту, особистісних особливостей. Рольовий самовиявлення завжди визначається і внутрішньою структурою психіки екстеріорізаціей, що склалася під впливом інтеріоризації зовнішньої соціальної діяльності людини. У житті людини освоєння соціальної ролі - явище складне і суперечливе. Д. А. Леонтьєв виділив два аспекти освоєння соціальної ролі: технічний і смисловий. Технічний аспект включає в себе сприйняття сутності ролі суб'єктом і оволодіння її змістом.
Змістовний аспект пов'язаний зі ставленням людини до власної ролі. Перш за все, індивід повинен опанувати змістом ролі, т. Е. Освоїти її технічно. Найчастіше таке освоєння йде через механізм наслідування. Багато соціальні ролі засвоюються легко, деякі вимагають особливих зусиль і здібностей. Смислова сторона соціальної ролі полягає в прийнятті людиною ролі для себе.
Іноді складається ситуація, коли зміст ролі цілком засвоєно, але є внутрішні перешкоди для її прийняття. Людина прагне довести собі і іншим, що він щось більше, ніж роль. З іншого боку, роль може настільки сильно захопити, що індивід повністю підпорядковує себе їй. Виникають три проблеми засвоєння соціальної ролі: проблема труднощі засвоєння ролі, проблема неприйняття ролі, проблема порушення заходи в її засвоєнні. Все життя людина займається освоєнням нових ролей, оскільки змінюються його вік, позиція в сім'ї, професійний статус, міжособистісні відносини і т. Д. Освоєння може бути простим і легким, а може супроводжуватися значними труднощами. Рівень прийняття людиною соціальної ролі для себе теж може бути різним. Роль може бути використана як засіб досягнення певної мети, так само вона може і сама стати метою, кінцевим результатом, до якого суб'єкт прагне протягом тривалого часу. У цьому випадку роль може «підкорити« особистість: за роллю особистість вже не буде видно. Оволодіння широким спектром соціальних ролей є найбільш адаптивним для людини, оскільки сприяє його розвитку.
Рольовий конфлікт - ситуація, в якій індивід, що має певний статус, стикається з несумісними очікуваннями. Ситуація рольового конфлікту викликається тим, що індивід виявляється не в змозі виконувати пропоновані роллю вимоги. У рольових теоріях прийнято виділяти конфлікти двох типів: межролевой і внутріролевой.
До межролевой відносять конфлікти, викликані тим, що індивіду одночасно доводиться виконувати дуже багато різних ролей і тому він не в змозі відповідати всім вимогам цих ролей, або тому, що для цього у нього немає достатньо часу і фізичних можливостей, або різні ролі пред'являють йому несумісні вимоги. У дослідженнях межролевой конфлікту слід виділити роботу американського соціального психолога У. Г. Гуда «Теорія рольової напруженості». Він називає рольової напруженістю стан індивіда в ситуації межролевой конфлікту і пропонує теорію, суть якої зводиться до виявлення способів зняття цієї напруженості. Для цього треба звільнитися від ряду ролей, а витрату часу і енергії на виконання інших поставити в залежність від значимості даної ролі для індивіда, позитивних і негативних санкцій, які може викликати невиконання певних ролей; реакції оточуючих на відмову від певних ролей.
Коли мова йде про межролевой конфліктах, як приклад найчастіше наводиться маргінальна особистість. Аналіз внутріролевой конфлікту виявляє суперечливі вимоги, що пред'являються до носіїв однієї ролі різними соціальними групами. Класичним в даній області вважається дослідження М. Комарівської, яке було проведено серед студенток одного з американських коледжів. Результати дослідження показали суперечливість очікувань вимог, що пред'являються до студенткам коледжу з боку батьків і студентів коледжу. Рольові конфлікти є частим явищем. Це пояснюється складністю суспільних відносин, зростання диференціацією соціальної структури і подальшим поділом суспільної праці. Рольові конфлікти, на думку дослідників, негативно впливають на здійснення взаємодії, тому соціальні психологи намагаються виробити якісь спільні концепції, що обґрунтовують шляхи усунення рольових конфліктів.
Одна з таких концепцій - теорія рольової напруженості У. Гуда. Подібний підхід можна виявити і в роботах Н. Гросса, У. Мейсона. Вони виділяють три групи факторів, що мають відношення до проблеми усунення рольових конфліктів. Перша пов'язана з суб'єктивним ставленням до ролі її виконавця.
Друга група включає санкції (позитивні і негативні), які можуть бути застосовані за виконання покладених на нього ролі. До третьої групи факторів автори відносять тип орієнтації виконавця ролі, серед яких вони виділяють дві: орієнтацію на моральні цінності і прагматичну орієнтацію. Виходячи з аналізу цих факторів, можна передбачити, який спосіб розв'язання рольового конфлікту віддасть перевагу той чи інший виконавець ролі.